# Liste der Biografien/Fischer, R
Liste der Biografien |
Portal Biografien |
R Personensuche
# |
A |
B |
C |
D |
E |
F |
G |
H |
I |
J |
K |
L |
M |
N |
O |
P |
Q |
R |
S |
T |
U |
V |
W |
X |
Y |
Z |
?
 
Fa |
Fe |
Ff |
Fh |
Fi |
Fj |
Fk |
Fl |
Fm |
Fn |
Fo |
Fr |
Ft |
Fu |
Fy
 
Fia |
Fib |
Fic |
Fid |
Fie |
Fif |
Fig |
Fih |
Fii |
Fij |
Fik |
Fil |
Fim |
Fin |
Fio |
Fip |
Fiq |
Fir |
Fis |
Fit |
Fiu |
Fiv |
Fix |
Fiz
 
Fisa |
Fisb |
Fisc |
Fise |
Fish |
Fisi |
Fisk |
Fisl |
Fism |
Fiso |
Fisq |
Fiss |
Fist |
Fisu |
Fisz
 
Fisce |
Fisch |
Fiscu
 
Fischa |
Fischb |
Fischd |
Fische |
Fischg |
Fischh |
Fischi |
Fischl |
Fischm |
Fischn |
Fischo |
Fischt
 
Fisched |
Fischel |
Fischen |
Fischer |
Fischet
 
Fischer, A |
Fischer, B |
Fischer, C |
Fischer, D |
Fischer, E |
Fischer, F |
Fischer, G |
Fischer, H |
Fischer, I |
Fischer, J |
Fischer, K |
Fischer, L |
Fischer, M |
Fischer, N |
Fischer, O |
Fischer, P |
Fischer, R |
Fischer, S |
Fischer, T |
Fischer, U |
Fischer, V |
Fischer, W |
Fischer, X |
Fischer, Y |
Fischer, Z |
Fischera |
Fischerk |
Fischerm |
Fischern |
Fischero
Die Liste der Biografien führt alle Personen auf, die in der deutschsprachigen Wikipedia einen Artikel haben. Dieses ist eine Teilliste mit 71 Einträgen von Personen, deren Namen mit den Buchstaben „Fischer, R“ beginnt.

## Fischer, R

### Fischer, Ra
- Fischer, Rainald (1921–1999), Schweizer römisch-katholischer Ordenspriester und promovierter Historiker
- Fischer, Rainald (* 1965), deutscher Arzt in München und Präsident der Deutschen Gesellschaft für Berg- und Expeditionsmedizin
- Fischer, Rainer (* 1953), deutscher Fußballspieler
- Fischer, Ralf-Dieter (1948–2025), deutscher Politiker (CDU), MdHB

### Fischer, Re
- Fischer, Reiner (* 1959), deutscher Koch
- Fischer, Reinhard († 1813), deutscher Architekt
- Fischer, Reinhard E. (* 1937), deutscher Sprachwissenschaftler, Namenforscher und Übersetzer
- Fischer, Reinhold (1877–1960), deutscher Volkssänger
- Fischer, Reinhold (* 1955), deutscher Fußballspieler
- Fischer, Remo (* 1981), Schweizer Skilangläufer
- Fischer, Rena, deutsche Schriftstellerin
- Fischer, Renate (1930–2008), deutsche Schauspielerin und Historikerin
- Fischer, Renate (* 1943), deutsche Skilangläuferin
- Fischer, Renate (* 1952), deutsche Linguistin und Hochschullehrerin
- Fischer, Renate (* 1963), deutsche Juristin und Richterin am Bundesgerichtshof
- Fischer, Res (1896–1974), deutsche Opernsängerin (Mezzosopran und Alt) und Gesangspädagogin

### Fischer, Ri
- Fischer, Riana (* 1994), Schweizer Fussballspielerin
- Fischer, Richard (1826–1870), deutscher Landschaftsmaler der Düsseldorfer Schule
- Fischer, Richard (1855–1926), deutscher Politiker (SPD), MdR
- Fischer, Richard (1870–1928), deutscher Architekt
- Fischer, Richard (1870–1926), deutscher Gewerkschafter und Politiker (SPD)
- Fischer, Richard (1883–1972), deutscher Schriftsteller
- Fischer, Richard (1906–1991), deutscher Offizier, zuletzt Konteradmiral der Volksmarine sowie Generalmajor des MfNV
- Fischer, Richard (1917–1969), österreichischer Fußballspieler
- Fischer, Richard (* 1951), deutscher Fotograf
- Fischer, Richard Kurt (1913–1999), österreichischer Künstler

### Fischer, Ro
- Fischer, Robert (1829–1905), Oberbürgermeister von Gera
- Fischer, Robert (1859–1937), bayerischer General der Infanterie
- Fischer, Robert (1886–1969), deutscher Lehrer, Schul- und Chorleiter, Autor, Komponist und Politiker (Zentrumspartei; CDU)
- Fischer, Robert (1903–1996), österreichischer Pharmazeut und Hochschullehrer
- Fischer, Robert (1904–1987), deutscher Jurist und Politiker (DP, CDU), MdBB
- Fischer, Robert (1911–1983), deutscher Jurist, Präsident des Bundesgerichtshofs
- Fischer, Robert (1930–2015), deutscher Pathologe
- Fischer, Robert (* 1954), deutscher Filmpublizist und Regisseur
- Fischer, Robert (* 1960), deutscher Schriftsteller
- Fischer, Robert A. (1942–2001), Schweizer Autor
- Fischer, Robert-Tarek (* 1965), österreichischer Historiker, Sachbuchautor und Ministerialbeamter
- Fischer, Rodolfo (1944–2020), argentinischer Fußballspieler und -trainer
- Fischer, Roland (* 1958), deutscher Fotograf
- Fischer, Roland (* 1965), Schweizer Politiker
- Fischer, Roland A. (* 1961), deutscher Chemiker und Hochschullehrer
- Fischer, Roland E. (* 1960), deutscher Theologe
- Fischer, Rolf (1930–2013), deutscher Offizier, zuletzt Generalmajor
- Fischer, Roman (* 1915), österreichischer Fechter, Gewinner der österreichischen Staatsmeisterschaft und Olympiateilnehmer
- Fischer, Roman (* 1954), deutscher Archivar und Historiker
- Fischer, Roman (* 1985), deutscher Indie-Pop-Musiker
- Fischer, Ron (* 1959), kanadisch-deutscher Eishockeyspieler
- Fischer, Ron (* 1984), Schweizer Kanute
- Fischer, Ronny (* 1972), deutscher Fußballspieler
- Fischer, Roswitha (* 1956), deutsche Linguistin und Anglistin
- Fischer, Rosy (1869–1926), deutsche Kunstsammlerin und Galeristin

### Fischer, Ru
- Fischer, Rudi (1925–2012), deutscher Fußballspieler
- Fischer, Rudi (* 1954), deutscher Politiker (FDP)
- Fischer, Rudi (* 1960), deutscher Künstler (Malerei, Fotografie, Installationen und Skulpturen)
- Fischer, Rudi (* 1961), deutscher Dirigent, Musiker und Komponist
- Fischer, Rudolf (* 1880), tschechischer Politiker der deutschen Minderheit und böhmischer Landtagsabgeordneter
- Fischer, Rudolf (1881–1957), deutscher Chemiker und Unternehmer
- Fischer, Rudolf (1901–1957), deutscher Schriftsteller
- Fischer, Rudolf (1905–1943), österreichischer Widerstandskämpfer gegen den Nationalsozialismus
- Fischer, Rudolf (1908–2001), österreichischer Staatssekretär (SPÖ)
- Fischer, Rudolf (1910–1971), deutscher Hochschullehrer, Professor für Slawistik und Bohemistik
- Fischer, Rudolf (1912–1976), Schweizer Formel-1-Rennfahrer
- Fischer, Rudolf (1913–2003), deutscher Pianist, Musikpädagoge und Professor
- Fischer, Rudolf (1920–1998), deutscher Theater- und Fernsehpuppenspieler
- Fischer, Rudolf (1940–2024), deutscher Politiker (FDP), MdL
- Fischer, Rudolf (* 1953), österreichischer Manager
- Fischer, Rudolf Heinz (1916–2011), österreichischer Politiker (ÖVP), Abgeordneter zum Nationalrat
- Fischer, Rudolf von (1929–2017), Schweizer Jurist und Präsident der Burgergemeinde Bern
- Fischer, Rupert (1939–2001), deutscher Ordensgeistlicher (Benediktiner) und Musikwissenschaftler
- Fischer, Ruth (1895–1961), deutsche Politikerin (KPD), MdR und PublizistinRuth Fischer (1895–1961)

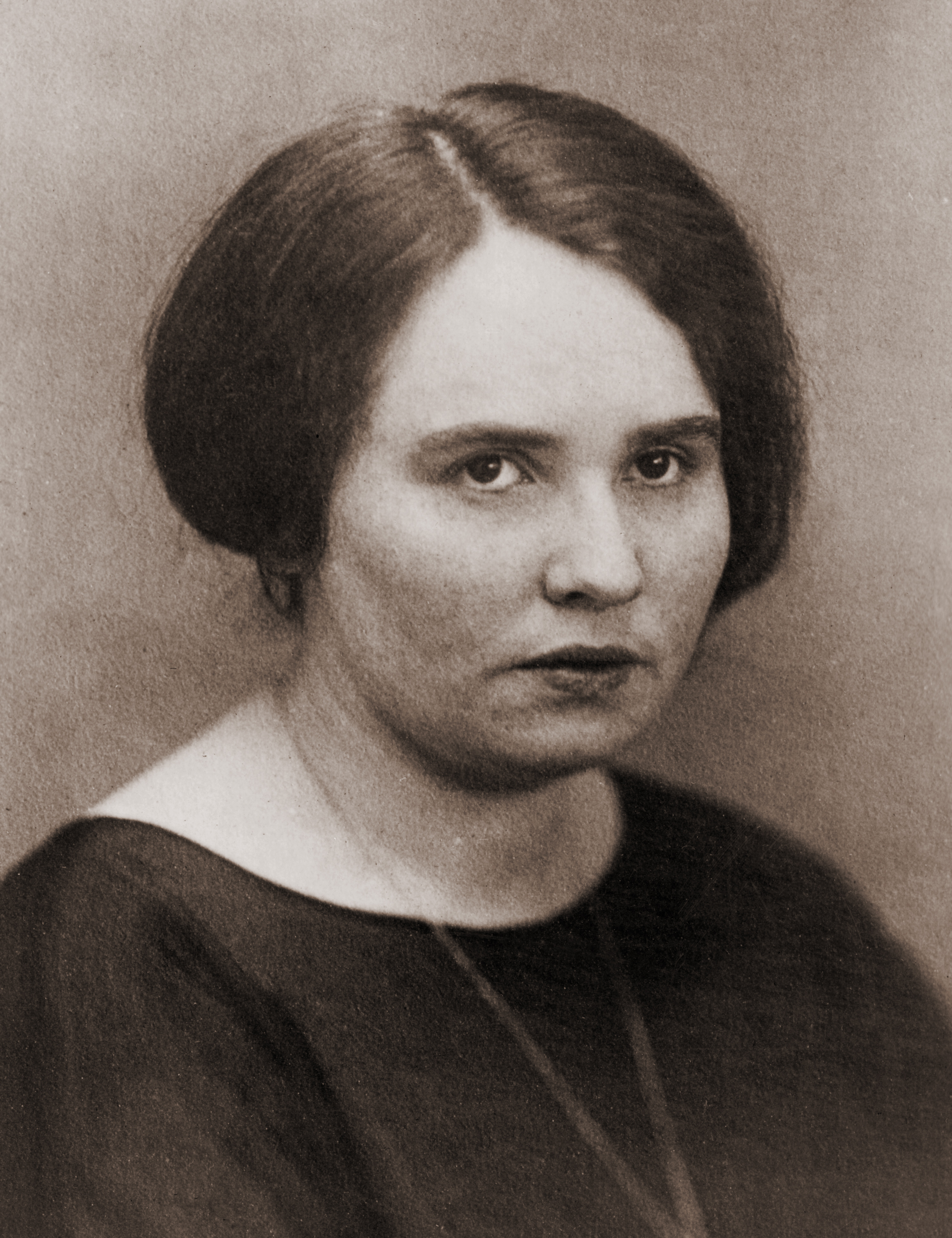
Ruth Fischer (1895–1961)

- Fischer, Ruth von (1911–2009), Schweizer Künstlerin und Zeichenlehrerin